# Óbidos, Portugal
Óbidos (portugisiskt uttal: [ˈɔβiðuʃ]
 ( lyssna)) är en småstad (vila) och kommun i den mellersta delen av Portugal. Den ligger i den historiska provinsen Estremadura, 71 km norr om huvudstaden Lissabon och 10 km öster om atlantkusten.
Staden har en medeltida karaktär och ligger på en kulle, omgiven av en tretton meter hög ringmur. 2015 utnämnde Unesco staden till en av dess litteraturstäder.
Kommunen har 11 772 invånare (2020) och en yta på 142 km².

## Freguesias
Óbidos består av sju freguesias (kommundelar) och är belägen i distrito de Leiria.
- A dos Negros
- Amoreira
- Gaeiras
- Olho Marinho
- Santa Maria, São Pedro e Sobral da Lagoa
- Usseira
- Vau

## Bilder

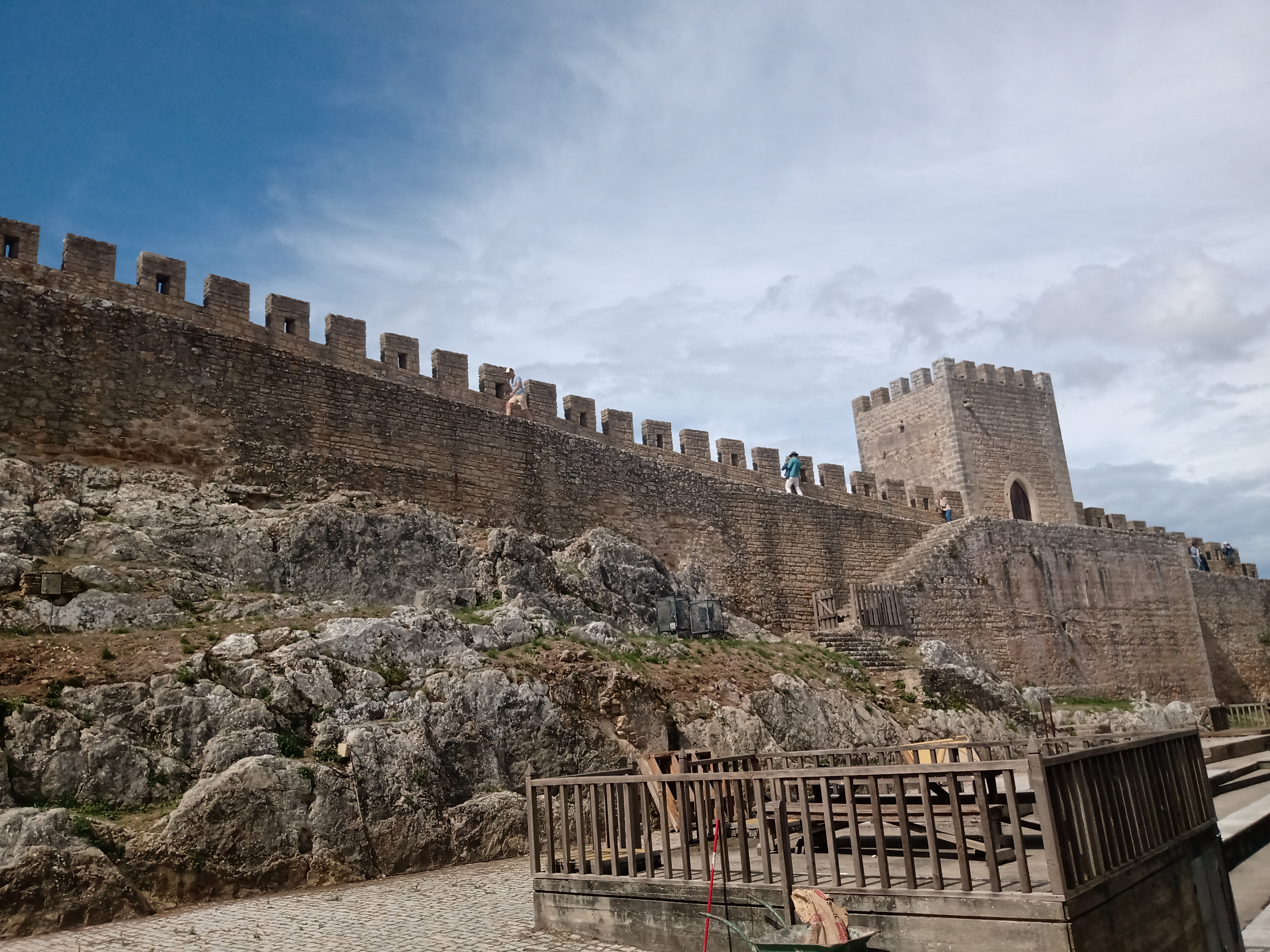
Ringmuren
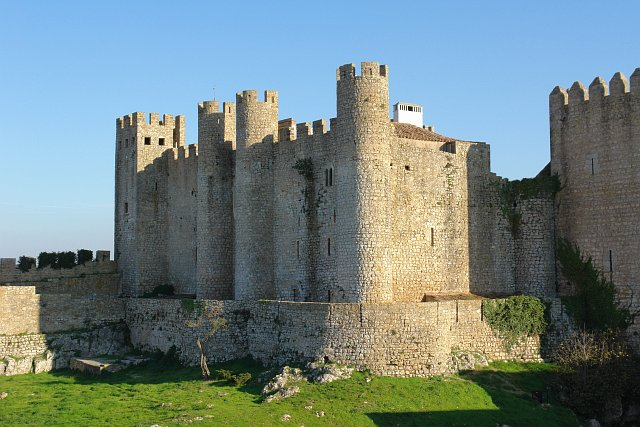
Borgen
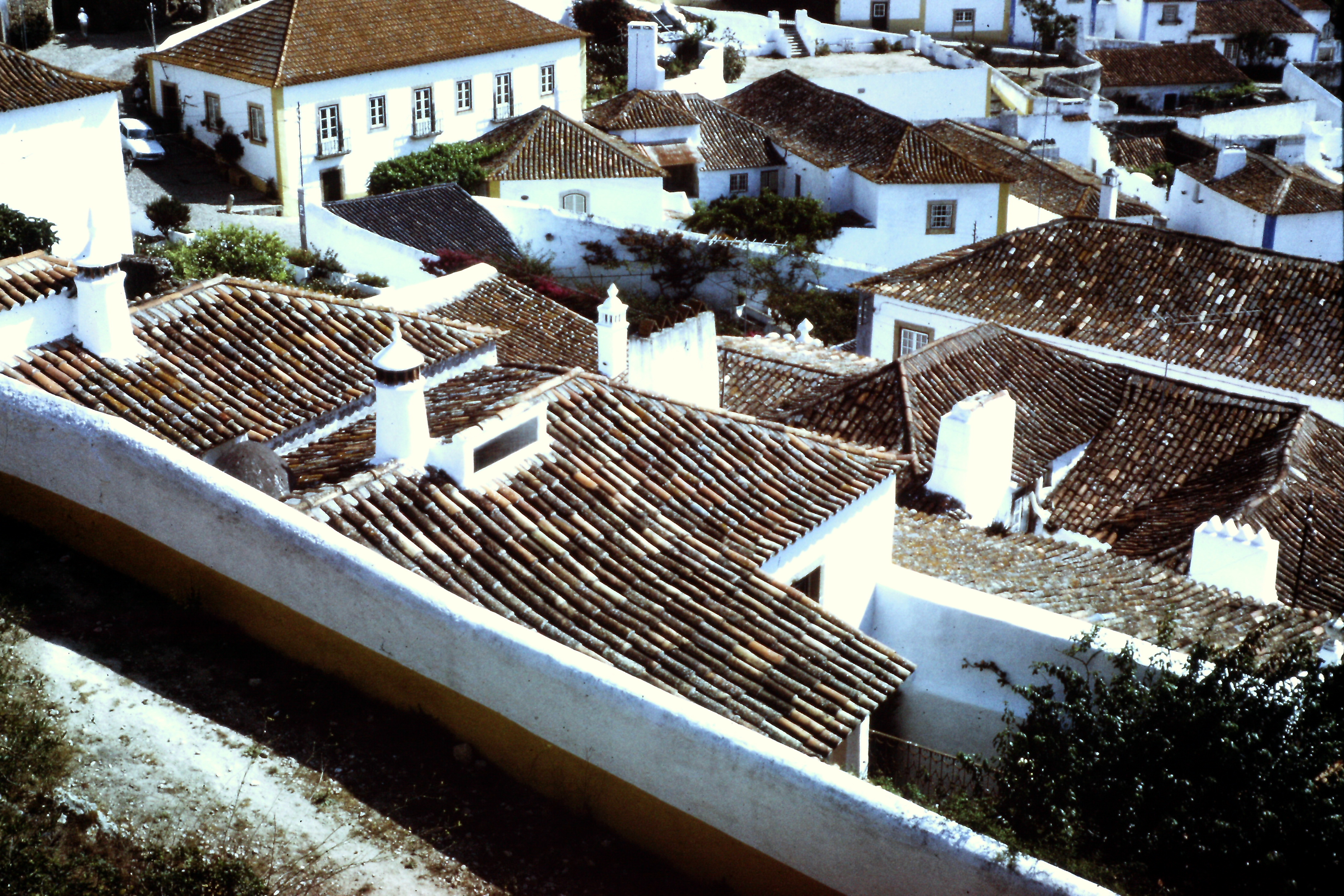
Stadsbild
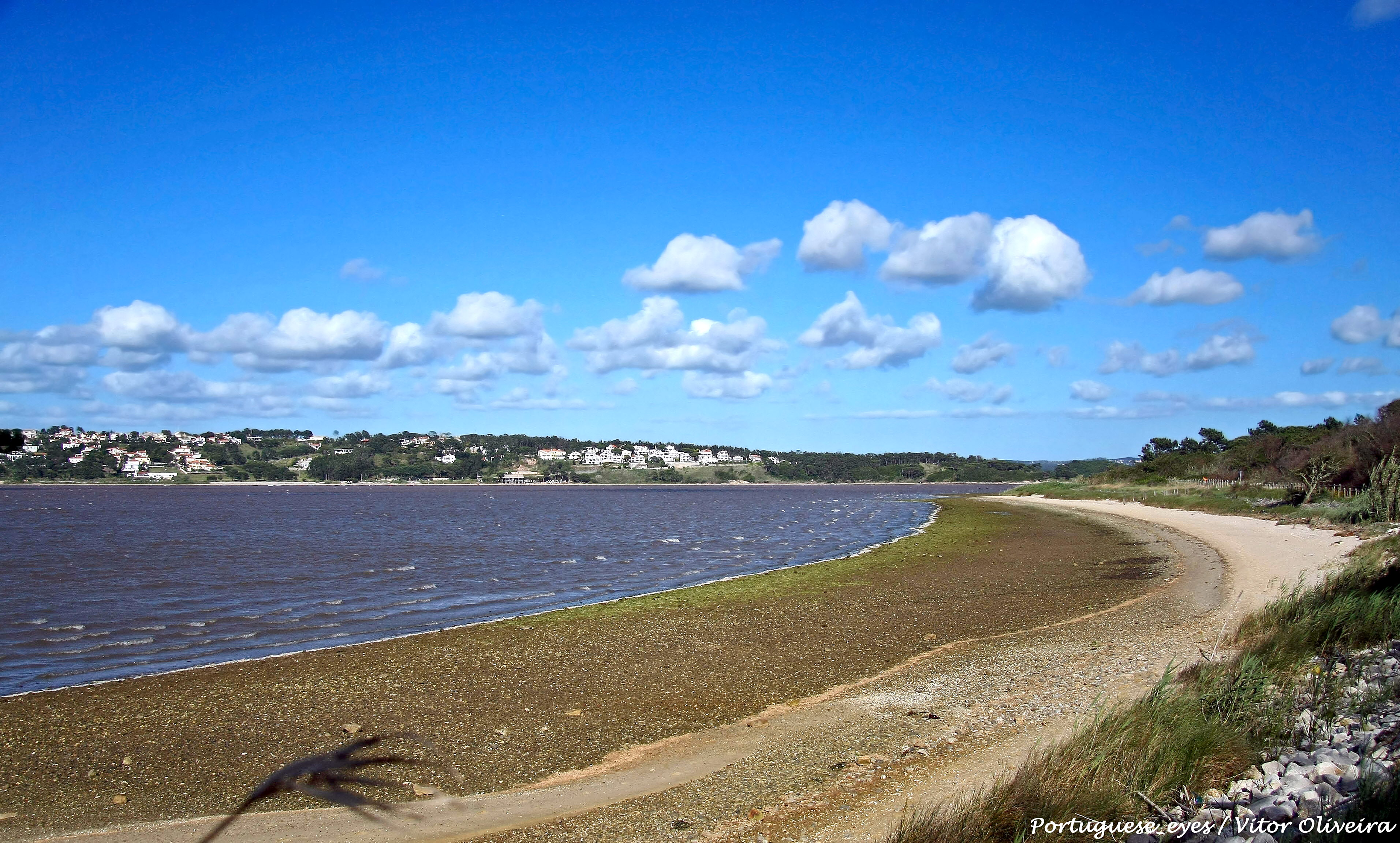
Lagunen
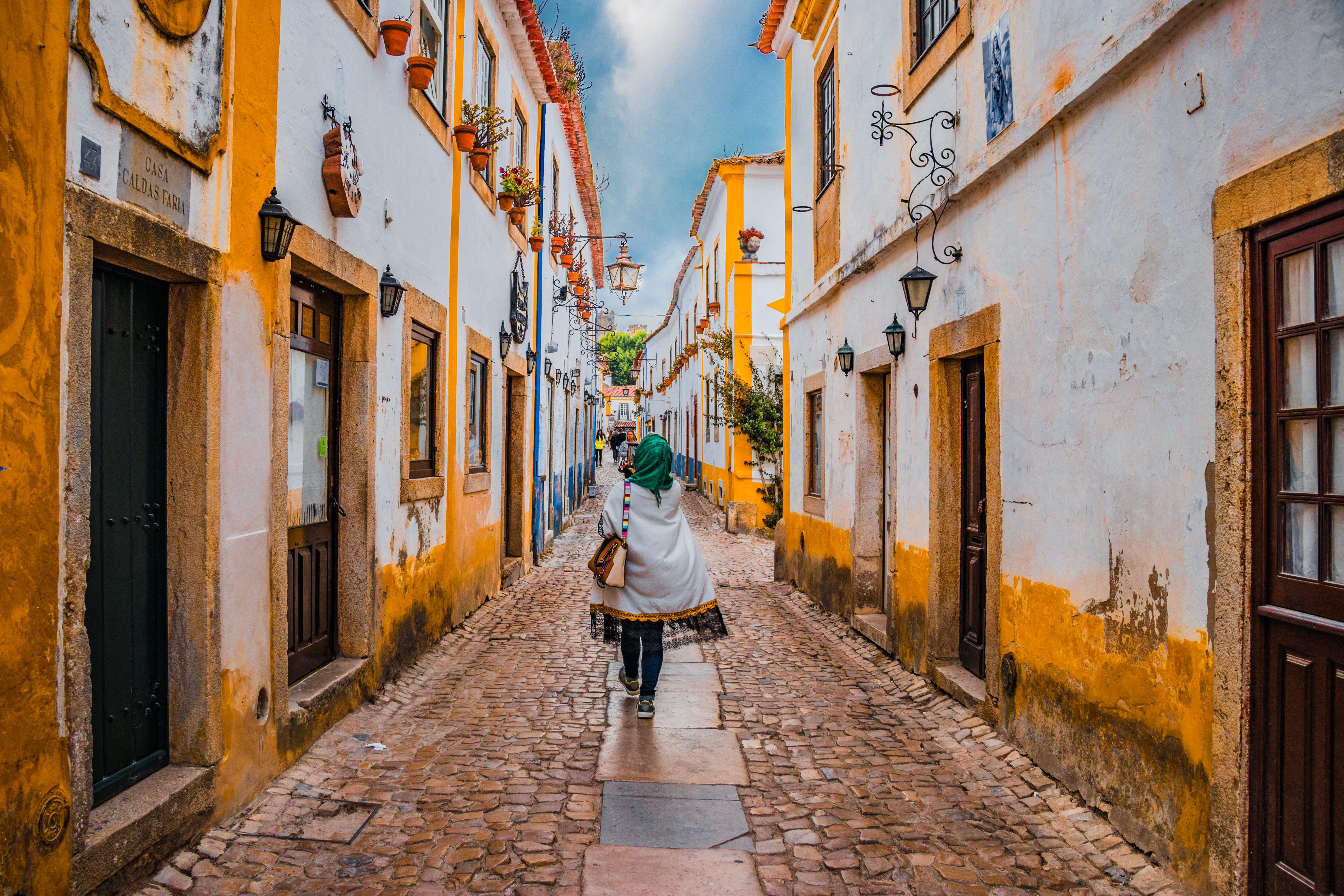
Gatubild
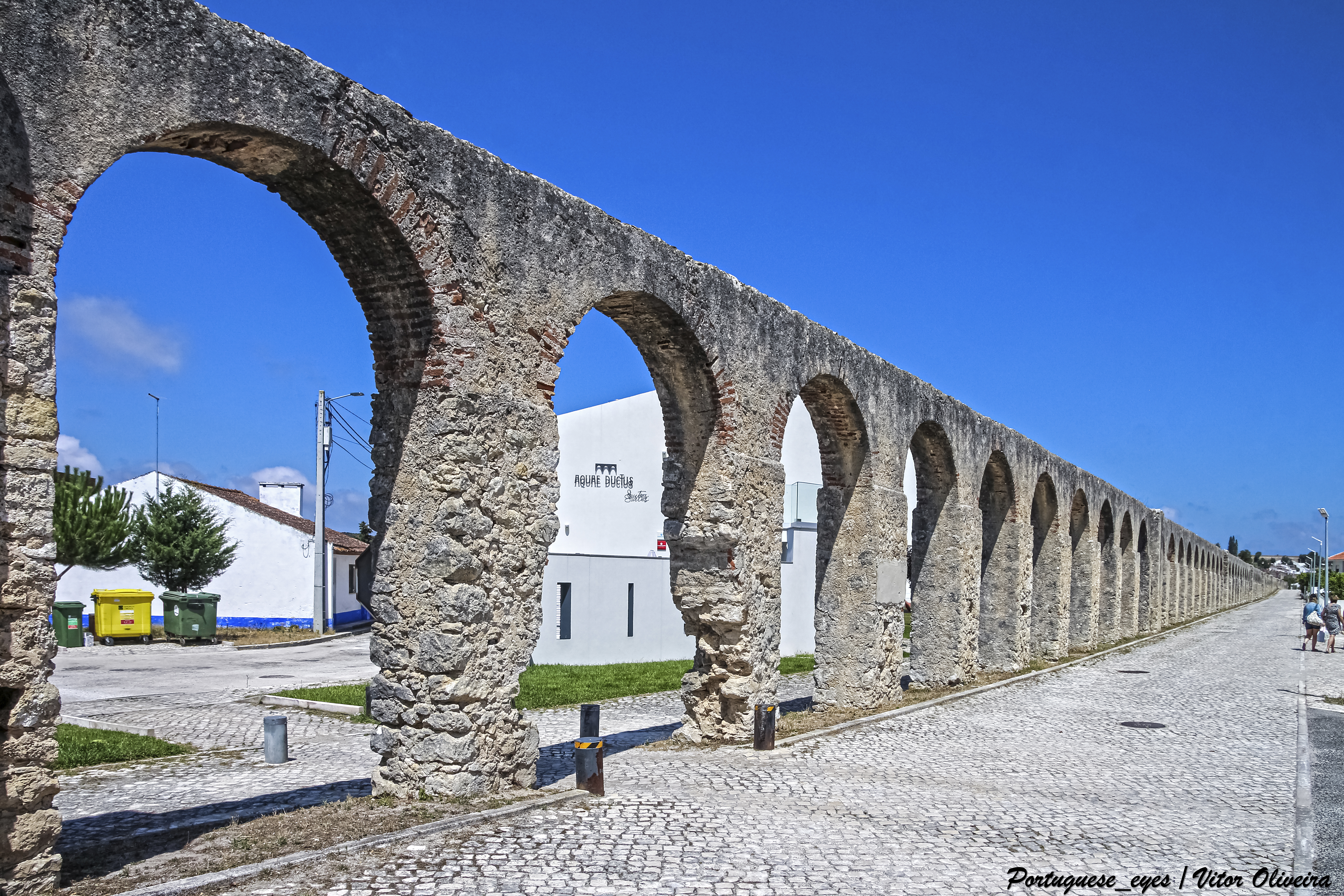
Akvedukten